# Mini-Z

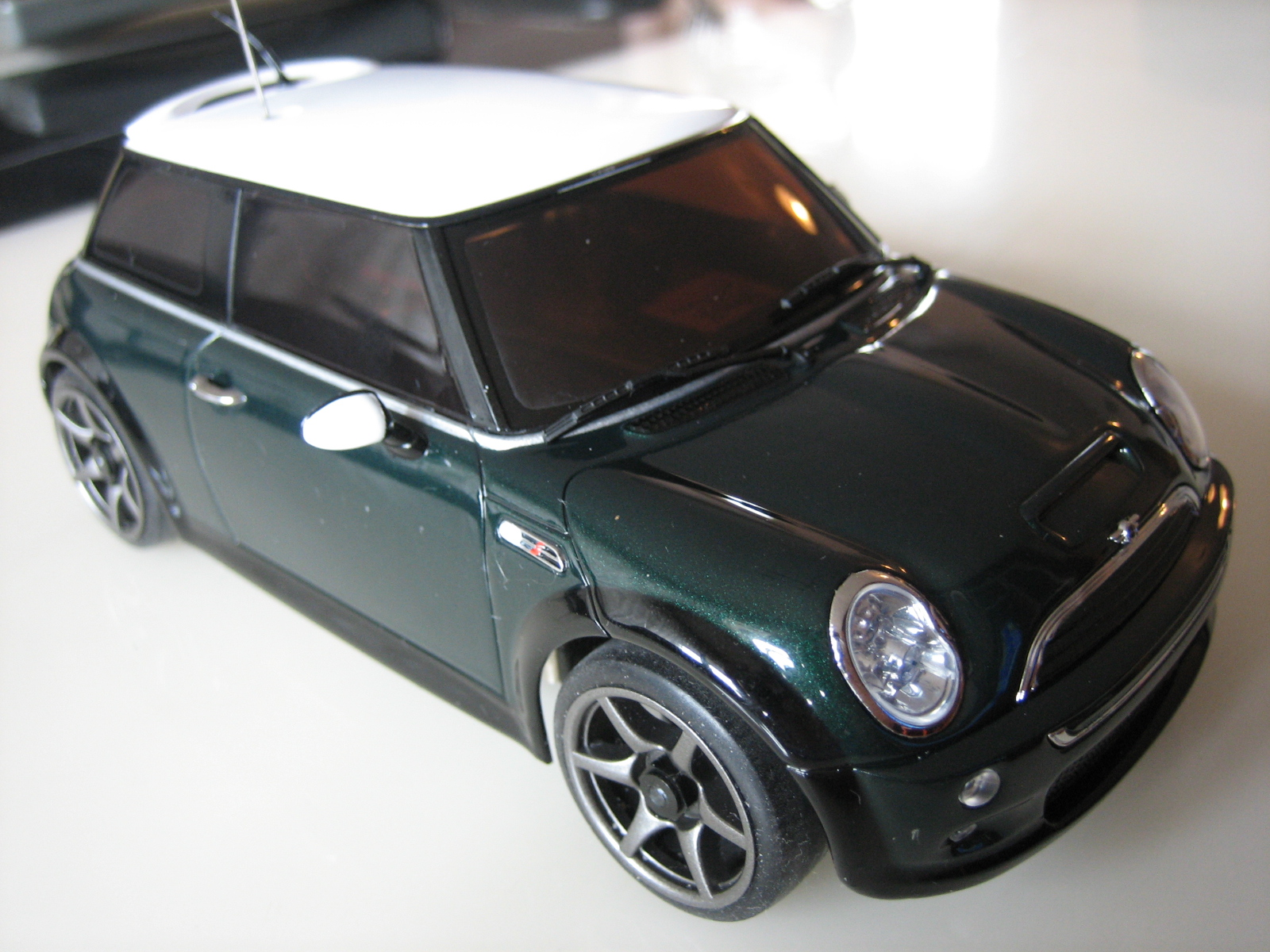
Versione Mini-Z di una Mini moderna

Mini Z è il nome commerciale di una linea di modellini di auto radiocomandate in scala 1:28, prodotti a partire dal 1999 da Kyosho, specializzata in dispositivi radiocomandati. Sono stati prodotti inoltre molti "corpi macchina" o carrozzerie (cosiddetti bodies) per le Mini Z che vengono applicati agli chassis. Il passo è generalmente di 94 mm, ma può variare da 90 a 106 mm. Le carrozzerie sono molto dettagliate e assai realistiche e sono interamente ricoperte da una vernice lucida. I "corpi macchina" sono talmente particolareggiati che alcuni di essi sono collezionati solamente come modellini da esposizione, abbinati ad un telaio non funzionante.
Sono state prodotte carrozzerie col passo di 98 mm, pensate specificatamente per le corse, come la McLaren e la Ferrari Enzo. Anche gli chassis da 94 millimetri sono molto utilizzati per le gare: "corpi macchina" abbinabili sono Lancia Stratos, Lotus Europa, Porsche 934 e 935, Lamborghini Countach, Shelby Cobra, ecc.
Gli chassis sono dotati di regolazioni per modificarne il passo e la posizione del motore, per meglio adattarli alle diverse carrozzerie. Quindi "corpi macchina" differenti faranno comportare la vettura in maniera diversa per la differente distribuzione dei pesi, il passo e l'aerodinamica. Ad esempio una Mini-Z che replichi un'auto come la Porsche 934 col motore posteriore, replicherà anche le caratteristiche di maneggevolezza della vettura reale.

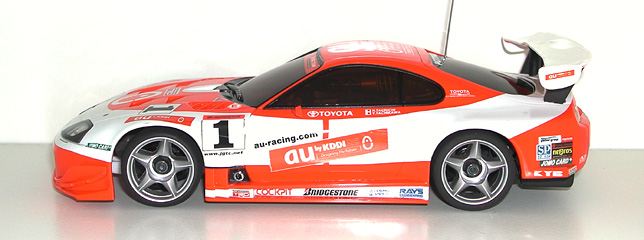
Versione Mini-Z di una Toyota Supra

Le Mini-Z possono essere modificate sia con parti originali sia con prodotti di altri fornitori. Tali parti sono reperibili nei negozi di hobbistica o direttamente in Internet.
Vengono organizzate anche gare di velocità alle quali partecipano molti appassionati. Se una Mini-Z non modificata può raggiungere una velocità di circa 20 km all'ora, opportunamente e pesantemente modificata può toccare anche i 99 km all'ora. Con modifiche alla portata di tutti e facilmente eseguibili, una Mini-Z può toccare i 60 km all'ora. Tuttavia se si rapporta la velocità massima raggiungibile con le dimensioni delle vetture, tale velocità sarebbe paragonabile a 1300 km all'ora, quindi l'auto sarebbe difficilmente gestibile. La maggior parte delle gare sono quindi vinte non per la velocità di punta, ma per l'abilità del "pilota" ad impostare correttamente le curve.

## Principali modelli
- mr01: le Mini-Z originali.
- mr02: l'evoluzione delle 01 ma ancora in vendita.
- mr03: nuovo modello con frequenza da 2,4 GHz.
- mr02 2, 4 GHz: mr02 con radiocomando da 2,4 GHz.
- awd: modello a 4 ruote motrici.
- awd 2,4 GHz: awd con frequenza da 2,4 GHz.
- MB010 (buggy) awd con frequenza 2,4 GHz.